# Alfabetização Solidária
A Alfabetização Solidária (Alfasol) é uma organização da sociedade cívil sem fins lucrativos e de utilidade pública (organização não governamental, ONG), que adota um modelo de alfabetização inicial de baixo custo, baseado no sistema de parcerias com os diversos setores da sociedade. A Organização trabalha desde janeiro de 1997 pela redução dos altos níveis de analfabetismo no Brasil (da ordem de 13,6% segundo o censo demográfico de 2000 (Brasil) do Instituto Brasileiro de Geografia e Estatística - IBGE) e pelo fortalecimento da oferta pública de Educação de Jovens e Adultos (EJA) no Brasil.